# エドガル・メンデス
エドガル・メンデス（Édgar Méndez, 1990年1月2日 - ）は、スペイン・アラフォ出身のサッカー選手。ベンガルールFC所属。ポジションはミッドフィールダー。

## 経歴
2013年7月20日、レアル・ハエンに期限付き移籍した。2014年1月28日にはCDテネリフェに期限付き移籍した。
2014年6月、UDアルメリアに復帰しラ・リーガを戦った。
2015年7月1日、アルメリアの降格に伴いグラナダCFと4年契約を結んだ。翌年7月15日にはデポルティーボ・アラベスと3年契約を結んだ。
2017年7月4日、リーガMXのクルス・アスルと契約を結び、初の国外移籍をした。